# Menachem Mendel Schneerson
Rebe Menachem Mendel Schneerson (akronymem Ramaš, známý jako Lubavičský rebe či mezi chasidy jen jako Rebe; 18. dubna 1902, Mykolajiv – 12. června 1994, Brooklyn) byl významný chasidský rabín, který byl sedmým a posledním rebem (duchovním vůdcem) chasidského hnutí Chabad Lubavič, které vedl po dobu čtyřiceti let.
V roce 1950 se po smrti svého tchána rabiho Josefa Jicchaka Schneersohna stal vůdcem lubavičských chasidů. Hnutí, které vedl až do své smrti v roce 1994, za jeho vedení rozvinulo své aktivity po celém světě a založilo celou řadu institucí (k roku 2006 v 70 zemích), které šířily mezi židovský lid ortodoxní judaismus.

## Biografie
Otec Menachema, rabi Levi Jicchak, byl známým učencem a jeho matka Chana Schneerson pocházela z prestižní rabínské rodiny. Rebe měl dva mladší bratry, Dovbera a Jisroele Arje Leiba. Když bylo Menachemu Mendelovi pět let, celá rodina se přestěhovala do Jekatěrinoslavi, nyní Dnipra, kde byl jeho otec jmenován vrchním rabínem.
Od raného dětství se Menachem Mendel zajímal o studium Tóry. Vystoupil ze školy a jeho výuku vedli dál soukromí učitelé. V době, kdy dosáhl věku bar micva (13 let), byl již považován za znalého učení Tóry, do jehož spletitostí se plně vložil i během dospívání. V roce 1923 se setkal s rabínem Josefem Jicchakem Schneersohnem, tehdejším lubavičským Rebem. Po pěti letech se Menachem Mendel oženil s Rebeho dcerou Chajou Muškou (1901–1988).
Po krátké době se rodina přestěhovala do Berlína, kde rabi Menachem Mendel již dříve začal studovat na univerzitě matematiku. V době nástupu nacismu v roce 1933 mladý rabi a jeho žena opustili Berlín a přestěhovali se do Paříže, kde pokračoval ve studiích na Sorbonně. Mladý rabín se nicméně zabýval především studiem náboženství a jeho tchán jej pověřoval různými záležitostmi, včetně přípravy vydávání lubavičských spisů. Stal se též sekretářem svého tchána a navštěvoval jeho jménem různé židovské představitele v Evropě.
Když nacistická vojska obsadila Paříž, mladý pár byl nucen opustit město. 23. června 1941 se manželé vylodili v New Yorku, kde rabi Josef Jicchak Schneersohn jmenoval svého zetě do vedení lubavičské vzdělávací sekce a zároveň mu svěřil i péči o sociální služby a vydavatelství.
V roce 1950 rabi Josef Jicchak zemřel. Ačkoliv rabi Menachem Mendel byl jeho přímým nástupcem, nejprve odmítal stát ve vedení hnutí. O rok později formálně přijal titul Rebe. Následujících čtyřicet čtyři let Rebeho vedení znamenalo růst Lubaviče z malého hnutí, téměř zničeného holocaustem, v celosvětové společenství. Rebe, rozpoznav jedinečné potřeby soudobé generace a předvídaje otřesy ve společnosti v nadcházejících letech, začal zakládat vzdělávací centra, k jejichž programu patří sociální služby a poskytování humanitární pomoci všem lidem, bez ohledu na náboženské vyznání a společenský původ. Rebe zřídil sbor lubavičských vyslanců (šluchim), kteří jsou vysíláni do celého světa, aby vybudovali centra Chabadu Lubavič a sloužili tak duchovním a hmotným potřebám místních komunit. Dnes je ve třiceti pěti zemích a na šesti kontinentech světa více než 1400 těchto center. Integrací svého náboženského a světského vzdělání se schopností hlubokého soucítění a vhledu se Rebe stal vůdcem, k němuž se obraceli o radu i jiní vůdci – ti, kteří měli přední postavení v politice, obchodu a náboženských organizacích. Od roku 1986 se Rebe každou neděli setkával s tisícovkami návštěvníků, kterým rozdával jednodolarové bankovky jako symbol podpory charitativní činnosti. Mnoho lidí si tyto bankovky schovalo jako připomínku a svědectví setkání s Rebem.
V roce 1992, ve svých devadesáti letech, utrpěl Rebe mozkovou mrtvici. Zemřel o dva roky později, 12. června 1994. Krátce po jeho smrti navrhli členové Kongresu Spojených států amerických Charles Schumer, John Lewis, Newt Gingrich a Jerry Lewis, aby byl Rebe vyznamenán in memoriam zlatou medailí Kongresu. Návrh prošel jednomyslně oběma komorami a Rebe obdržel ocenění za „výjimečné a trvalé přispění k pokroku ve vzdělávání, morálce a dobročinnosti“.